# Terminalia platyptera
Terminalia platyptera är en tvåhjärtbladig växtart som beskrevs av Ferdinand von Mueller. Terminalia platyptera ingår i släktet Terminalia och familjen Combretaceae. Inga underarter finns listade i Catalogue of Life.